# 688
| [ Edytuj tabelę ]          |                                          |
| Cesarz Bizancjum           | - 685 Justynian II Rhinotmetos 695       |
| Chan Bułgarii              | - 681 Asparuch 701                       |
| Cesarz Chin                | - 684 Tang Ruizong 690                   |
| Król Essexu                | - 664 Sebbi 694                          |
| Król Franków               | - 679 Teuderyk III 691                   |
| Cesarz Japonii             | - 686 Jitō 697                           |
| Kalif                      | - 685 Abd al-Malik 705                   |
| Patriarcha Konstantynopola | - 687 Paweł III 693                      |
| Król Longobardów           | - 671 Perktarit 688 - 688 Kuninkpert 700 |
| Król Mercji                | - 675 Ethelred I 704                     |
| Król Nortumbrii            | - 685 Aldfrith 704                       |
| Papież                     | - 687 Sergiusz I 701                     |
| Król Wessexu               | - 688 Ine 726                            |
| Król Wizygotów             | - 687 Egika 701                          |

Rok 688 / DCLXXXVIII
stulecia: VI wiek ~
VII wiek ~
VIII wiek

lata: 678 «
683 «
684 «
685 «
686 «
687 «
688
» 689
» 690
» 691
» 692
» 693
» 698

## Wydarzenia
- wyprawa cesarza bizantyjskiego Justyniana II do Tracji